# Deformare

O bară, care, prin deformare, poate deveni o buclă.

În mecanica mediilor continue, deformarea reprezintă modificarea sau transformarea unui corp de la o anumită configurație până la una diferită. 